# Mauro Ramos
Mauro Ramos de Oliveira (bedre kendt som Mauro Ramos) (30. august 1930 – 18. september 2002) var en brasiliansk fodboldspiller, der som midterforsvarer på Brasiliens landshold vandt guld ved VM i 1958 og VM i 1962. Ved
triumfen i 1962 var han holdets anfører. Han deltog også ved VM i 1954. I alt nåede han, mellem 1949 og 1962, at spille 30 landskampe for brasilianerne.
Ramos spillede på klubplan i hjemlandet hos São Paulo og Santos. Med begge klubber vandt han adskillige titler, med Santos blandt andet fem brasilianske mesterskaber i træk, og to udgaver af Copa Libertadores.